# Karin Singstad
Karin Irene Singstad (* 29. Dezember 1958 in Trondheim, Norwegen) ist eine ehemalige norwegische Handballspielerin, die für die norwegische Nationalmannschaft auflief.

## Karriere
Singstad spielte beim norwegischen Erstligisten Sverresborg IF. Mit Sverresborg IF gewann die Kreisläuferin drei Mal die Norgesmesterskap, den norwegischen Pokalwettbewerb. Singstad, die am 16. Oktober 1984 ihr Länderspieldebüt gegen Island absolvierte, bestritt 83 Länderspiele für die norwegische Nationalmannschaft, in denen sie 33 Tore warf. Mit der norwegischen Auswahl gewann sie bei der Weltmeisterschaft 1986 die Bronzemedaille und bei den Olympischen Spielen 1988 die Silbermedaille.